# Betzy Holter

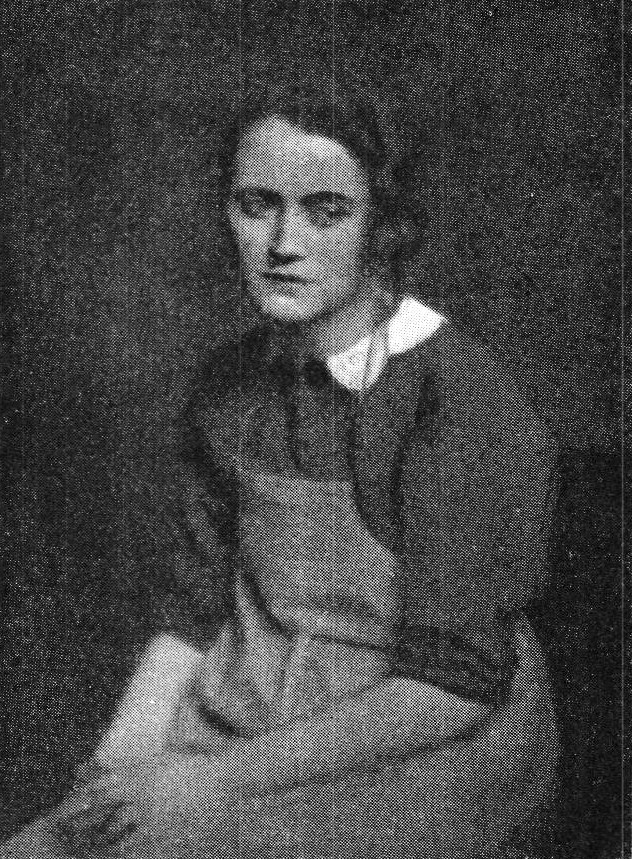
Betzy Holter som Hedvig i Vildanden, 1928.

Betzy Jordal Holter, född i Nærøy 1893, död 1979, var en norsk skådespelerska. Hon var anställd vid Det Norske Teatret 1913–1923 och 1929–1937 och vid Nationaltheatret 1924–1928. Bland hennes rollprestationer märks Hedvig i Henrik Ibsens Vildanden, Milja i Oskar Braatens Ungen och Alvilde i densammes Den store barnedåpen.

## Filmografi
- 1912 – Anny – en gatepiges roman
- 1926 – Baldevins bryllup
- 1939 – Gryr i Norden
- 1943 – Unge viljer
- 1952 – Andrine og Kjell
- 1958 – Ut av mørket